# Carlos García Martínez (economista)
Carlos García Martínez (n. Buenos Aires, 2 de junio de 1933-f. Texas, 17 de julio de 2018) fue un economista argentino que se desempeñó como Ministro de Comercio e Intereses Marítimos durante la presidencia de Roberto Eduardo Viola entre el 29 de marzo y el 12 de diciembre de 1981.

## Trayectoria como escritor
Escribió su primer libro de Economía, titulado La inflación argentina, defendiendo teorías liberales —las que sostuvo durante el resto de su vida—, y recibió el premio Bunge y Born. También colaboró y escribió en revistas y publicaciones de Economía como Primera Planta y Política y Economía, la cual dirigió junto con Rafael Olarra Jiménez.
Su hermano, también economista, llegó a ser presidente de la Academia Nacional de Ciencias Económicas y fue asesor del ministro José Alfredo Martínez de Hoz.

## Actividad diplomática
Fue Embajador de la Argentina ante la Asociación Latinoamericana de Libre Comercio (Alalc) y ayudó a formalizar el acuerdo que derivó en la creación de Asociación Latinoamericana de Integración (Aladi).
En los últimos años, se dedicó al estudio de cuestiones relacionadas con la República Popular China, y publicó libros sobre esa materia.